# Катлакалнская церковь
Катлакалнская церковь (латыш. Katlakalna baznīca) — лютеранская церковь, находящаяся недалеко от границы города Риги в посёлке Катлакалнс Кекавской волости.

## История сооружения
Первая деревянная церковь в Катлакалнсе появилась ещё в XVII веке. Каменное здание построенное главным рижским строительным мастером Кристофом Хаберландом пришло на смену последней из деревянных построек, датируемой 1732 годом.
Катлакалнская церковь стала одним из последних проектов архитектора. Им была задумана оригинальная конструкция схожей с римским Пантеоном ротонды с каменным куполом, имеющим в диаметре почти 18 метров.
Внутренняя отделка и детали фасада были исполнены в господствующем в то время стиле классицизма с характерными для творчества Хаберланда барочными арками портала.
Построенная за два года, строгая и гармоничная, отвечающая новым теоретическим воззрениям Калакалнская церковь, была освящена 20 июля 1794 года.
Скамьи в зале располагались концентрическими кругами вокруг алтаря. Восемь пар украшенных декором пилястр  равномерно разделяли пространство здания, плавно переходя в плоские рёбра купола, которые в свою очередь образовывали круг с парадной люстрой в центре.
Первоначально купол церкви венчала небольшая фонарная башня, которую посчитали излишней и убрали в 1809 году. Позже, в 1819 году, к главному зданию была пристроена колокольня. Дальнейшие реконструкции касались в основном только интерьера.